# Paolo Veronese
Paolo Caliari Veronese, (Cagliari), kaldet Veronese (født 1528 i Verona, død 19. april 1588 i Venedig) var en italiensk maler.
Veronese var elev af Antonio Badile i Verona, videre uddannet under indflydelse af Paolo Morando (Cavazzola), og endelig i Venedig under påvirkning af Tizians kunst. Hans virksomhed falder i Verona og hovedsagelig i Venedig (fra ca. 1555), desuden for kortere tid i Mantua, ved Treviso (1551—53 og 1566-67), i Vicenza (1572) og i Padua (1575).

## Venetiansk mester
Veronese hører til 16. århundredes venetianske kunsts mest fremragende mestre; han har som Tizian hele en lykkelig naturs fri og klare udfoldelse af rige evner; medens den samtidige Tintoretto til dels led skibbrud i sine forsøg på at ville fylde det rolige venetianske "eksistensmaleri" med et højspændt dramatisk og patetisk indhold, er Veroneses fornemme og beherskede kunst i hele sit væsen den rigeste og mangfoldigste udvikling af dette. — Man skal ikke søge dybere sjæleligt indhold i Veroneses kunst; de fremstillinger af Kristus, han har malet, er de tommeste i hans værker; men som billedarrangør har han vel kun én jævnbyrdig, Rubens, der har lært af ham; hans kompositioner er lige klare og udtryksfulde, hvor mange figurer han end manøvrerer med; den ramme af arkitektur, der så ofte hos ham omslutter de figurlige optrin, er af den prægtigste virkning. Skal han — i loftsmalerier — skabe perspektiviske kompositioner, løser han disse opgaver med en sikkerhed, der ikke står tilbage for Correggios. Veroneses figurer er af den største adel og skønhed, en slægt af en egen forfinet kultur "i fuld nydelse af tilværelsen", og hans tegning omskriver dem med en udsøgt elegance og finhed. Hvad endelig hans kolorit angår, så søger han en større og mangfoldigere farveskala end Tizian, men han stemmer den sammen i en harmoni, hvis fine grå tone på sin vis ikke er af ringere skønhed end Tizians gyldne.

## Venedig
Straks efter sin ankomst til Venedig (1555) vandt Veronese ry ved sine arbejder i San Sebastiano, hvor han gennem 10 år var beskæftiget med udførelsen af billeder til lofter, vægge og altre; de mest fremragende i disse rækker er Sebastians, Markus’ og Marcellinus’ martyrier. Mesterværker er også martyrbillederne i Santa Giustina (i Padua) og i San Giorgio in Braida (i Verona, begge ca. 1568). Hovedværker blandt hans alterbilleder er: Catharina’s Trolovelse (S. Catarina), Kongernes Tilbedelse (Markus-Bibliotek), Hellige Familier (San Barnaba og San Francesco della Vigna, alle i Venedig), endvidere: Den hellige Afras martyrium (Saint Afra, Brescia). Mest ry har Veronese dog vundet ved sine pragtfulde gæstebudsbilleder, hvor det religiøse påskud er i den grad underordnet, at disse "bibelske banketter" mest af alt giver os scener af samtidige venetianske festers herlighed og pragtudfoldelse. Så vidt var Veronese i sin fri omformning af det bibelske "påskud" gået, at inkvisitionen drog ham til regnskab, fordi der i disse religiøse arbejder fandtes "narre, drukne tyskere, dværge og andre tåbeligheder". De berømteste af gæstebudsbillederne er det kæmpemæssige Brylluppet i Kana (1563, Louvre, med portrætter af tidens berømtheder: den tyske kejser, den franske konge, Veronese selv, Tizian, Tintoretto m.fl.), Levi’s Gæstebud (i akademiet i Venedig) og Simeon’s Gæstebud (Turin).

## Dogepaladset
Fra 1578 og til sin død var Veronese næsten udelukkende beskæftiget ved udsmykningen af Dogepaladset. Her, hvor Veronese mødtes i kappestrid med de betydeligste venetianske kunstnere (først og fremmest Tintoretto), viser hans mageløse evner sig i deres ypperste udvikling. Af hans arbejder i Dogepaladset fremhæves: Europas rov og tronende Venezia (Sala dell’ Anticollegio), Sejrherren fra Lepanto, Sebastian Venier, fremstilles for Kristus (Sala dell’ Collegio) og Venezia, kronet af berømmelsen (Sala del maggiore Consiglio). Der kunde endnu være grund til at nævne talrige arbejder af Veronese, men her skal kun kort anføres: de herlige dekorationer, mytologiske og allegoriske scener, i Villa Maser (nu Villa Giacomelli), historiske billeder som Darius’ Familie, National Gallery, London, fremragende værker endvidere i Louvre, Dresden og Wien. En særlig høj plads i Veroneses produktion indtager hans portrætter, bl.a. i galleriet i Turin, Palazzo Rosso og Palazzo Martelli i Firenze. I Gaunø-Samlingen to billeder (Venus og Amor med videre) efter Veronese; i Nivaagaard-Samlingen et dameportræt, vistnok af Veronese.

## Familie
Efter Veroneses død fortsatte hans bror Benedetto Caliari (1538—98) og hans sønner Carlo Caliari (1570—96) og Gabriele Caliari (1568—1631) hans værksted og udførte billeder i hans stil, men uden hans ånd, under signaturen "Haeredes Pauli Caliarii".